# Naissance en 1060
Naissance
- 1056
- 1057
- 1058
- 1059
- 1060
- 1061
- 1062
- 1063
- 1064

Cette page dresse une liste de personnalités nées au cours de l'année 1060 :
- Aybert, moine bénédictin, puis ermite.
- Arnoul Ier de Looz, comte de Looz vers 1078, comte d'Hesbaye, seigneur de Horn, Stevoort et Corswarem.
- Berthold de Garsten (en), prêtre allemand, saint de l’Église catholique.
- Brahmadeva (en), mathématicien indien.
- Clémence d'Aquitaine, comtess de Luxembourg.
- Constance Doukas, coempereur byzantin, moine puis commandant des troupes byzantines.
- Dedo de Laurenbourg, fondateur de la lignée de Nassau, il appartient à la première branche de la Maison de Nassau.
- Fujiwara no Mototoshi, poète et courtisan kuge, puis moine bouddhiste.
- Grégoire de Catino (en), moine de l'abbaye de Farfa et historien.
- Guido della Gherardesca (it), ermite et saint de l’Église catholique.
- Huizong (en), empereur de la dynastie des Xia occidentaux.
- Odon de Tournai, écolâtre, moine bénédictin, fondateur de l’abbaye Saint-Martin de Tournai, et évêque de Cambrai.
- Olegarius (en), évêque de Barcelone, puis archevêque de Tarragone, saint de l’Église catholique.
- Roger de Cannes, évêque de Cannes (Italie), saint de l’Église catholique.
- Tokushi, princesse devenue impératrice consort de l'empereur Horikawa.

date incertaine (vers 1060)
- Alain IV de Bretagne, dit Alain Fergent ou Fergant, Fergan, Fergandus et Fergens, comte de Cornouaille, de Rennes et de Nantes puis duc de Bretagne.
- Artaud II de Pallars Sobirà[1], comte de Pallars Sobirà.
- Diarmait Ua Briain, roi de Munster.
- Félicie de Roucy, épouse du roi Sanche Ier, reine consort d'Aragon et de Navarre.
- Galon II de Beaumont (en), vicomte de Chaumont-en-Vexin.
- Gaucher, chanoine régulier du Limousin, saint de l’Église catholique.
- Goswin I de Heinsberg (en), comte de Heinsberg.
- Godefroid Ier de Louvain, dit le Barbu, le Courageux ou le Grand, comte de Louvain, de Bruxelles et landgrave de Brabant, puis duc de Basse-Lotharingie (sous le nom de Godefroid V) et marquis d'Anvers.